# Гейденвілл (Огайо)
Гейденвілл (англ. Haydenville) — переписна місцевість (CDP) в США, в окрузі Гокінг штату Огайо. Населення — 337 осіб (2020).

## Географія
Гейденвілл розташований за координатами 39°28′50″ пн. ш. 82°19′19″ зх. д. / 39.48056° пн. ш. 82.32194° зх. д. (39.480597, -82.321987).  За даними Бюро перепису населення США в 2010 році переписна місцевість мала площу 2,28 км², з яких 2,22 км² — суходіл та 0,07 км² — водойми.

## Демографія
Згідно з переписом 2010 року, у переписній місцевості мешкала 381 особа в 141 домогосподарстві у складі 102 родин. Густота населення становила 167 осіб/км².  Було 158 помешкань (69/км²).
Расовий склад населення:
| - 95,0 % — білих - 0,3 % — корінних американців - 0,3 % — азіатів |

До двох чи більше рас належало 4,5 %. Частка іспаномовних становила 2,6 % від усіх жителів.
За віковим діапазоном населення розподілялося таким чином: 28,3 % — особи молодші 18 років, 61,2 % — особи у віці 18—64 років, 10,5 % — особи у віці 65 років та старші. Медіана віку мешканця становила 35,5 року. На 100 осіб жіночої статі у переписній місцевості припадало 97,4 чоловіків;  на 100 жінок у віці від 18 років та старших — 100,7 чоловіків також старших 18 років.
Цивільне працевлаштоване населення становило 62 особи. Основні галузі зайнятості: мистецтво, розваги та відпочинок — 38,7 %, освіта, охорона здоров'я та соціальна допомога — 25,8 %, фінанси, страхування та нерухомість — 14,5 %, роздрібна торгівля — 11,3 %.